# Джолеон Лескотт
Джолео́н Ле́скотт (англ. Joleon Lescott, нар. 16 серпня 1982, Бірмінгем) — англійський футболіст, захисник клубу «Сандерленд».

## Клубна кар'єра
У дорослому футболі дебютував 1999 року виступами за «Вулвергемптон Вондерерз», в якому провів шість сезонів, взявши участь у 212 матчах чемпіонату. Більшість часу, проведеного у складі «Вулверхемптона», був основним гравцем захисту команди. Єдиним винятком став сезон 2003–04, який Лескотт був змушений повністю пропустити через серйозну травму коліна, проте після відновлення Джолеон швидко повернув собі місце в складі «вовків».
Своєю грою привернув увагу представників тренерського штабу «Евертона», до складу якого приєднався влітку 2006 року за 5 млн фунтів. Відіграв за клуб з Ліверпуля наступні три сезони своєї ігрової кар'єри. Граючи у складі «Евертона» також здебільшого виходив на поле в основному складі команди.
До складу клубу «Манчестер Сіті» приєднався 25 серпня 2009 року за 22 млн фунтів, підписавши контракт на 5 років. Наразі встиг відіграти за команду з Манчестера 65 матчів в національному чемпіонаті, проте через дуже серйозну конкуренцію не завжди потрапляє до основи.

## Виступи за збірну
13 жовтня 2007 року дебютував в офіційних матчах у складі національної збірної Англії в товариському матчі проти збірної Естонії, що завершився перемогою англійців з рахунком 3-0.
Наразі провів у формі головної команди країни 26 матчів, відзначився 1 голом.

## Досягнення
- Чемпіон Англії (2):

«Манчестер Сіті»: 2011-12, 2013-14
- Володар Кубка Англії (1):

«Манчестер Сіті»: 2010-11
- Володар Кубка Ліги (1):

«Манчестер Сіті»: 2013-14
- Володар Суперкубка Англії з футболу (1):

«Манчестер Сіті»: 2012